# HD 4208 b
HD 4208 b é um planeta extrassolar orbitando a estrela HD 4208 descoberto pela Equipe de Busca de Exoplanetas de Lick-Carnegie através do Telescópio Keck. Este planeta é ligeiramente menos maciço que Júpiter, apesar de apenas sua massa mínima ser conhecida. Sua órbita dista em 1.67 AU de sua estrela-mãe, uma distância pouco maior que a distância entre Marte e o Sol. Sua excentricidade é muito baixa, implicando em uma órbita bastante circular.